# Eumerus tricolor
Eumerus tricolor är en tvåvingeart som först beskrevs av Fabricius 1798.  Eumerus tricolor ingår i släktet månblomflugor, och familjen blomflugor.
Artens utbredningsområde är Schweiz. Inga underarter finns listade i Catalogue of Life.